# مودیه
مودیه (به عربی: مودیة) یک منطقهٔ مسکونی در یمن است که در استان ابین واقع شده‌است.